# Data science
Data science (czasem tłumaczone jako danologia lub danetyka) – interdyscyplinarne pole na styku informatyki, matematyki i wiedzy dziedzinowej. Ukierunkowane na wydobycie wartościowej informacji ze zbioru danych.

## Zdefiniowanie obszaru

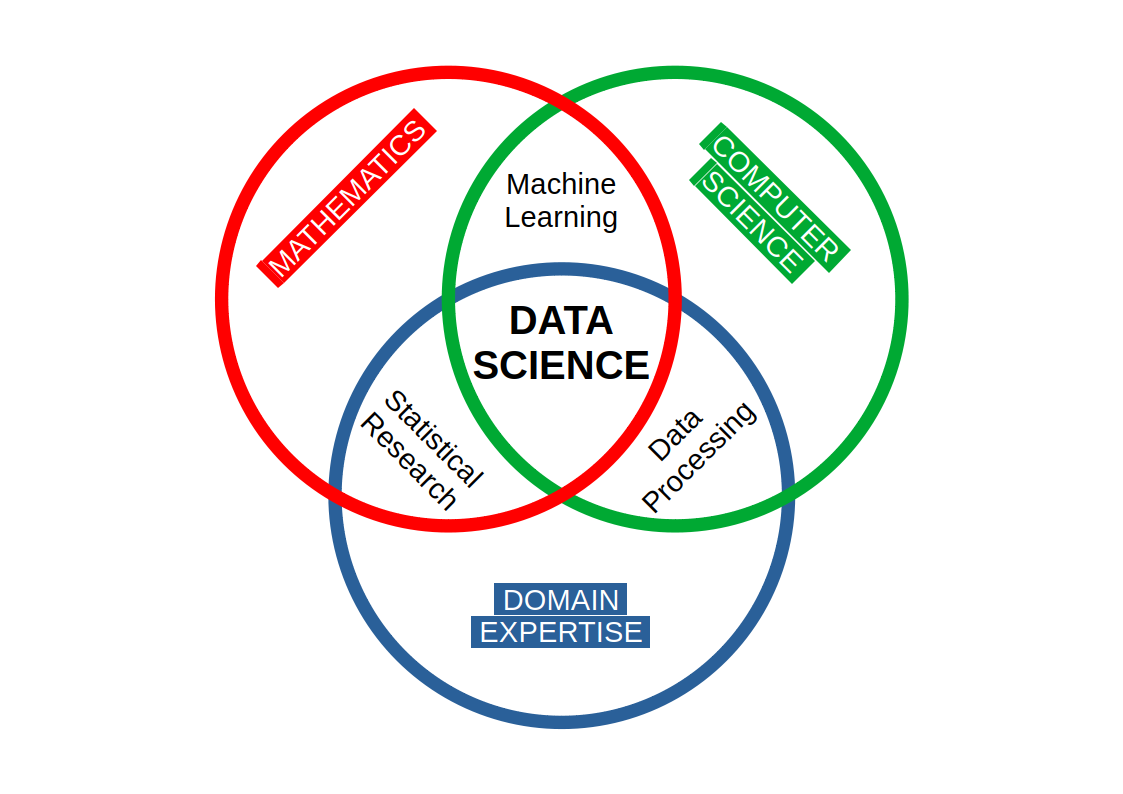
Diagram Venna pokazujący umiejscowienie data science na przecięciu informatyki, matematyki i wiedzy dziedzinowej

Data science znajduje się na styku trzech obszarów: informatyki, matematyki (w szczególności statystyki) i wiedzy dziedzinowej. Nie ma konsensusu na temat dokładnej definicji data science. Definicja może się różnić w zależności od kontekstu. Data science może być rozumiane między innymi jako specjalność naukowa, pewnego rodzaju paradygmat prowadzenia badań czy też jako zawód.
Głównym celem prac w obszarze data science jest wydobycie wartościowej informacji ze zbioru danych. Rezultatem prac może być opracowanie automatycznych narzędzi umożliwiających, na podstawie zgromadzonych danych, rozwiązywanie takich problemów, jak prognozowanie, rekomendacja, klasyfikacja, optymalizacja, przetwarzanie danych do innej postaci i grupowanie. W przypadku traktowania data science w kategorii nauki, jej cechą wyróżniającą jest traktowanie danych jako obiektu badań samego w sobie.
Pokrewnym terminem jest big data oznaczające przetwarzanie i analizę dużych zbiorów danych. Data science znajduje zastosowanie jednak także dla zbiorów powszechnie uważanych jako małe. Przykładowo, te same metody wizualizacji danych (jak np. wykres rozrzutu) można stosować do zbiorów o różnych rozmiarach.
Spośród języków programowana w data science najczęściej używane są języki skryptowe, takie jak Python czy R. Specjaliści data science zazwyczaj nie tworzą jednak kompletnego oprogramowania nadającego się do użytku przez ludzi, którzy nie zajmują się programowaniem (prace w data science nie skupiają się np. na tworzeniu interfejsu graficznego). Działanie podstawowe w data science jest nakierowane wyłącznie na dane, a pisany kod służy do ich przetwarzania, analizy i modelowania.

## Przepływ pracy

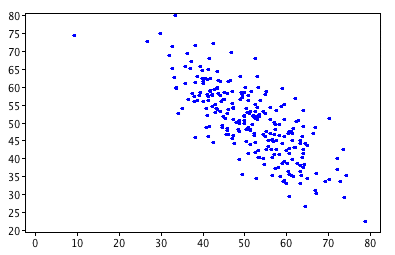
Wykres rozrzutu – przykładowa metoda wizualizacji danych

Typowy przepływ pracy w zadaniach data science obejmuje następujące etapy:
- Import danych – załadowanie danych do środowiska programowania z bazy (wtedy dane mają już prawdopodobnie odpowiednią strukturę) lub z innego źródła[10].
- Czyszczenie danych (tzw. preprocesing) – doprowadzenie danych do stanu umożliwiającego przejście do kolejnych etapów. Konieczne może być np. połączenie danych z różnych źródeł czy ujednolicenie sposobu zapisu[10].
- Transformacje danych – dalsze organizowanie danych z wykorzystaniem bardziej zaawansowanych metod. Etap ten może obejmować między innymi[11]:
  - podział danych na podzbiory według wybranego kryterium,
  - usuwanie wartości błędnych, nietypowych lub odstających,
  - selekcję zmiennych,
  - tworzenie nowych zmiennych na podstawie już istniejących,
  - podsumowanie danych w formie statystyk opisowych.
- Analiza i modelowanie danych – próba podsumowania relacji między zmiennymi[11], często z zastosowaniem uczenia maszynowego[12].
- Interpretacja i wizualizacja danych.

Etapy transformacji, modelowania i wizualizacji często są powtarzane iteracyjnie, gdyż uzyskane wyniki mogą prowadzić do kolejnych pomysłów.

## Nazewnictwo
W języku polskim data science bywa tłumaczone jako danologia. Określenie to jest jednak słabo rozpoznawalne. Spotykany jest także neologizm danetyka.
Osoby zajmujące się data science zazwyczaj nazywane są z angielskiego data scientists. Termin ten bywa odmieniany zgodnie z regułami języka polskiego (np. kilku data scientistów). Zazwyczaj nie jest on tłumaczony na język polski, choć pojawiają się czasami takie określenia, jak inżynier danych czy mistrz danych.